# Ochthebius limbicollis
Ochthebius limbicollis är en skalbaggsart som beskrevs av Edmund Reitter 1885. Ochthebius limbicollis ingår i släktet Ochthebius och familjen vattenbrynsbaggar. Inga underarter finns listade i Catalogue of Life.